# Wielka Kępa (wyspa na Międzyodrzu)
Wielka Kępa (do 1945 niem. Röster Ort) – niezamieszkana wyspa Międzyodrza przy zachodnim brzegu jeziora Dąbie.
Leży w Szczecinie w dzielnicy Śródmieście (Międzyodrze-Wyspa Pucka). Południowo-wschodni fragment dawnej wyspy Fette Ort. Po stronie zachodniej od Ostrowa Grabowskiego oddziela ją Przekop Mieleński, po stronie północnej od Radolina – Orli Przesmyk a od południa ogranicza ujściowy odcinek Duńczycy i Duńczyca Zachodnia, za którymi rozciąga się Mieleńska Łąka.
Od strony jeziora Dąbie znajduje się dawne kąpielisko miejskie Plaża Mieleńska, natomiast od strony Przekopu Mieleńskiego przystań białej floty, którą niegdyś szczecinianie docierali na wyspę. Od 1995 wyspę dzierżawi prywatna firma, obecnie umowa już wygasła. Plany magistratu zakładały ponowne uruchomienie kąpieliska w 2009 roku.